# 釋繼倫
釋繼倫（919年—969年），俗姓曹，晉陽（今中國山西省太原市）人，為北宋并州崇福寺佛山院沙門，上升兜率內院彌勒淨土之高僧。

## 生平
繼倫法師少年時即胸懷勇猛壯志，堅定出家的志願。於崇福寺出家後，剃度師傳授《法華經》繼倫法師，法師一日能記誦三頁經文，宿慧過人。登壇受戒後至二十一歲間，法師便將《法華經》的經文義理以及幽深難悟的玄義徹底學通，「唯識」及「因明」兩部論，閱讀後便能宣講，著有《法華鈔》三卷及《因明論演密鈔》七卷，以教示學人，惜現已失傳。
繼倫法師為人忍辱慈悲，堅守戒行，人望其威儀便心生敬服。法師於宋太祖開寶二年（969年）冬季十月示寂，發願往升兜率天內院彌勒菩薩淨土，圓寂後體溫已冷但頭頂輪仍保持溫熱，經過半天才退溫，此為佛家行者往升淨土的象徵之一。法師世壽五十一歲，荼毘後拾得眾多舍利子，由遠近的善信弟子請回供養。

## 著作
- 《因明論演密鈔》七卷
- 《法華鈔》三卷